# Sebastes alutus
Sébaste du Pacifique, Sébaste à longue mâchoire
Espèce
Le Sébaste du Pacifique (Sebastes alutus) ou Sébaste à longue mâchoire est une espèce de poissons osseux de la famille des Scorpaenidae (Scorpénidés).